# Хел Гейт (мост)
Мостът „Хел Гейт“ (на английски: Hell Gate Bridge) е мост, прекосяващ река Ийст Ривър (East River) и свързващ 2 района на Ню Йорк – Куинс и Манхатън.
Намира се на север от Моста Трайборо. Дължината на главната арка и 310 м.
Строежът на моста завършва през 1916 г. От откриването му до 1931 г. е най-дългият мост арка в света.
Мостът поема само железопътен трафик.
| Мостове над Ийст Ривър | Мостове над Ийст Ривър | Мостове над Ийст Ривър     |
| ---------------------- | ---------------------- | -------------------------- |
| По на юг Трайборо мост | Мост Дяволска Врата    | По на север Уайтстоун мост |